# Erythrodiplax corallina
Erythrodiplax corallina är en trollsländeart som först beskrevs av Brauer 1865.  Erythrodiplax corallina ingår i släktet Erythrodiplax och familjen segeltrollsländor. Inga underarter finns listade i Catalogue of Life.